# Izbicioara, Alba
Izbicioara este un sat în comuna Bucium din județul Alba, Transilvania, România.